# Torr

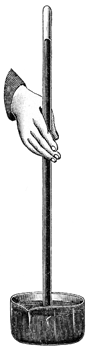
Una stampa raffigurante il tubo di Torricelli

Il torr è un'unità non appartenente al SI di misura della pressione, operativamente equivalente a un millimetro di mercurio (mmHg). È la pressione differenziale che sostiene una colonna di mercurio alta 1 millimetro ovvero a 133,3223684 pascal. Il nome dell'unità ricorda Evangelista Torricelli, fisico e matematico italiano, cui si deve la scoperta del principio del barometro nel 1643, il quale usò un tubo di diametro interno non troppo sottile immerso in un vaso pieno di mercurio, chiamato appunto tubo di Torricelli.
Un modo per definire la pressione è in termini dell'altezza di una colonna di un fluido che può essere sostenuta da tale pressione, oppure l'altezza di una colonna di fluido che esercita tale pressione alla sua base. Nonostante il fatto che un manometro possa utilizzare per principio ogni tipo di fluido, con i fluidi comuni come l'acqua si ottengono altezze che non possono essere contenute in una normale stanza. Una colonna d'acqua deve essere dell'ordine di 10 metri per esercitare 1 atmosfera di pressione. Perciò è necessario un fluido molto denso: il mercurio. La normale pressione atmosferica può sostenere circa 760 mm di mercurio; quindi {\displaystyle {\frac {1}{760}}}di una atmosfera sostiene 1 mm di mercurio (mmHg), da lungo tempo una unità di misura molto diffusa.
La diversa definizione di torr e millimetro di mercurio rispetto al SI si traduce in un valore diverso in pascal. Il millimetro di mercurio equivale a 133,322387415 pascal, con uno scarto inferiore allo 0,000015% rispetto al torr. Il millimetro di mercurio è tipicamente usato in medicina, per le pressioni dei fluidi corporei.

## Confronto con altre unità di pressione
| 1 bar             | 750,0637556 Torr |
| 1 atmosfera       | 760 Torr         |
| 1 Torr            | 133,3223684 Pa   |
| 10 Torr (10 mmHg) | 13,59 cmH2O      |